# Terrain (revue)
Pour les articles homonymes, voir Terrain.
Terrain est une revue d'anthropologie et de sciences humaines, et est disponible sur le portail OpenEdition Journals.

## Ligne éditoriale
Terrain a pour ambition, par le biais de ses numéros thématiques (semestriels), de ses rubriques en ligne (dont les articles sont publiés au fil de l'eau) et de son blog, d'éclairer les aspects les plus divers des sociétés contemporaines par le comparatisme que permet l'ethnologie, mais aussi par l'histoire ou la psychologie. Abondamment illustrée, Terrain se veut scientifique dans son propos tout en restant accessible aux non-spécialistes par sa présentation et son écriture.  

## La revue de 1983 à 2015
Fondée en 1983 par la Mission du patrimoine ethnologique (délégation du patrimoine, ministère de la Culture), Terrain était à sa naissance une revue d'ethnologie européenne qui était d'ailleurs sous-titrée « Carnets du patrimoine ethnologique ». Elle s'est rapidement ouverte à des terrains plus lointains, en même temps que ses thèmes sont devenus plus universels, pour s'imposer comme l'une des principales revues françaises d'ethnologie et d'anthropologie. En 2015, le ministère de la Culture a décidé de cesser la publication de la revue après la publication du numéro 65, consacré à la nostalgie.   

## La revue depuis 2016
À l'annonce de la disparition de la revue, un groupe de chercheurs et d'enseignants-chercheurs a décidé de reprendre le titre. La ligne éditoriale générale a été maintenue, mais des innovations ont été apportées : 
– La revue papier semestrielle est devenue uniquement thématique, mais a introduit des formats d'écriture nouveaux (récits, portfolios...)
– La revue en ligne a accueilli, en plus du dossier thématique,  d’autres rubriques à parution continue : « Terrains », « Questions », « Portraits », « Lectures et débats », « Glissements de Terrain ».
– Le blog de la revue Carnets de terrain a été renommé et remanié pour devenir un webzine d'anthropologie.
La revue est hébergée par le portail de revues scientifiques OpenEdition Journals (anciennement Revues.org) et est propulsée par le CMS libre Lodel. 
Terrain fait partie des revues constituant le pôle éditorial de la Maison des Sciences de l’Homme Mondes (Maison Archéologie & Ethnologie René-Ginouvès avant 2020) au sein du campus de l’Université Paris Nanterre.

## Numéros déjà parus

### Texte intégral[4]
- N° 73 : Homo diplomaticus (printemps 2020)
- N° 72 : Censures (automne 2019)
- N° 71 : Apocalypses (printemps 2019)
- N° 70 : Écritures (automne 2018)
- N° 69 : Fantômes (printemps 2018)
- N° 68 : L'emprise des sons (automne 2017)
- N° 67 : Jouir ? (printemps 2017)
- N° 66 : Renaître (automne 2016)
- N° 65 : Nostalgie (septembre 2015)
- N° 64 : Virus (mars 2015)
- N° 63 : Attendre (septembre 2014)
- N° 62 : Les morts utiles (mars 2014)
- N° 61 : Rires (septembre 2013)
- N° 60 : L'imaginaire écologique (mars 2013)
- N° 59 : L'objet livre (septembre 2012)
- N° 58 : Pourquoi coopérer (mars 2012)
- N° 57 : Mentir (septembre 2011)
- N° 56 : Analyses de sang (mars 2011)
- N° 55 : Transmettre (septembre 2010)
- N° 54 : Catastrophes (mars 2010)
- N° 53 : Voir la musique (septembre 2009)
- N° 52 : Être une personne (mars 2009)
- N° 51 : Religion et politique (septembre 2008)
- N° 50 : Le diable (mars 2008)
- N° 49 : Toucher (septembre 2007)
- N° 48 : La morale (février 2007)
- N° 47 : Odeurs (septembre 2006)
- N° 46 : Effets spéciaux et artifices (mars 2006)
- N° 45 : L'argent en famille (septembre 2005)
- N° 44 : Imitation et Anthropologie (mars 2005)
- N° 43 : Peurs et menaces (septembre 2004)
- N° 42 : Homme/Femme (mars 2004)
- N° 41 : Poésie et politique (septembre 2003)
- N° 40 : Enfant et apprentissage (mars 2003)
- N° 39 : Travailler à l'usine (septembre 2002)
- N° 38 : Qu'est-ce qu'un événement ? (mars 2002)
- N° 37 : Musique et émotion (septembre 2001)
- N° 36 : Rester liés (mars 2001)
- N° 35 : Danser (septembre 2000)
- N° 34 : Les animaux pensent-ils ? (mars 2000)
- N° 33 : Authentique ? (septembre 1999)
- N° 32 : Le beau (mars 1999)
- N° 31 :  Un corps pur (septembre 1998)
- N° 30 : Le regard (mars 1998)
- N° 29 : Vivre le temps (septembre 1997)
- N° 28 : Miroirs du colonialisme (mars 1997)
- N° 27 : l'Amour (septembre 1996)
- N° 26 : Rêver (mars 1996)
- N° 25 :  Des sports (septembre 1995)
- N° 24 : La fabrication des saints (mars 1995)
- N° 23 : Les usages de l'argent (octobre 1994)
- N° 22 : Les émotions (mars 1994)
- N° 21 :  Liens de pouvoir (octobre 1993)
- N° 20 : La mort (mars 1993)
- N° 19 : Le Feu (octobre 1992)
- N° 18 : Le corps en morceaux (mars 1992)
- N° 17 : En Europe, les nations (octobre 1991)
- N° 16 : Savoir-faire (mars 1991)
- N° 15 : Paraître en public (octobre 1990)
- N° 14 : L'incroyable et ses preuves (mars 1990)
- N° 13 : Boire (octobre 1989)
- N° 12 : Du congélateur au déménagement (avril 1989)
- N° 11 : Mélanges (novembre 1988)
- N° 10 : Des hommes et des bêtes (avril 1988)
- N° 9 :  Habiter la maison (octobre 1987)
- N° 8 : Rituels contemporains (avril 1987)
- N° 7 : Approches des communautés étrangères en France (octobre 1986)
- N° 6 : Les hommes et le milieu naturel (mars 1986)
- N° 5 : Identité culturelle et appartenance régionale (octobre 1985)
- N° 4 : Famille et parenté (mars 1985)
- N° 3 : Ethnologie urbaine (octobre 1984)
- N° 2 : Ethnologie, techniques, industries : vers une anthropologie industrielle ? (mars 1984)
- N° 1 : Les savoirs naturalistes populaires (octobre 1983)